# Созология
Созологията (от гръцки: созо - спасявам) е приложна екологична наука, която изучава взаимоотношенията между човека/обществото и природата с оглед тяхното оптимизиране. Тясно свързана със средологията (наричана още енвайроментология), созологията най-общо казано е наука за опазване на планетата Земя в условията на интензивна човешка дейност и последвалите от това неблагоприятни промени.